# Capitale du crime volume 4
Albums de La Fouine
Team BS
Drôle de parcours
(2013-2014) Nouveau Monde
(4 mars 2016)
Capitale Du Crime Vol. 4 est la 6e mixtape de La Fouine et le 4e volet des mixtapes "Capitale Du Crime". Dans ces mixtapes, La Fouine a l'habitude de collaborer avec des jeunes artistes avec moins d'expositions. Dans CDC4, il a collaboré avec Ixzo, Kozi, H Magnum, Canardo, Sultan, GSX, BR Blockrider, Furtif ou encore des artistes internationaux Omarion et Reda Taliani.
Après avoir été jugé très « hardcore », l'extrait La fête des mères n'a finalement pas figurer sur la tracklist de CDC4.

## Genèse
Seulement 4 mois après la sortie de son cinquième album studio Drôle de parcours, le rappeur des Yvelines annonce qu'il est rentré en studio pour enregistrer sa nouvelle mixtape. Le 4 septembre 2013, La Fouine lâche le morceau La Fête des Mères, qui était censé être le premier extrait de son nouveau projet. Il relance ainsi avec ce titre les hostilités avec Booba. Finalement, le rappeur délaisse cette mixtape pour fonder la Team BS avec laquelle il enregistre un album. Cet album sera, par ailleurs, couronné d'un disque d’or avec 50,000 exemplaires vendus.Après une parenthèse littéraire et cinématographique, le rappeur retourne en studio pour travailler de nouveaux morceaux. 
Le 8 septembre 2014, Laouni diffuse le premier extrait de sa mixtape intitulé Saha. Dans la semaine qui suit, il délivre sur ITunes un autre morceau, Conseil d'ami en collaboration avec le groupe rhodaniens GSX.
Dans la foulée, un nouvel extrait intitulé Fais les deux sort le 3 octobre en featuring avec le "trappeur" Kozi.
Par la suite, La Fouine lance le "Fouiny Friday", un concept qui consiste à sortir un clip par semaine en l'occurrence le vendredi. Ainsi, six autres morceaux de la mixtape sont clippés.
Pour promouvoir cet album, un Planète Rap est organisé dans la semaine du 17 novembre. Il est également invité sur plusieurs plateaux de télévision dont Touche pas à mon poste ! sur D8, Le Mag sur NRJ 12 ou encore SHOW ! Le matin sur D17.

## Liste des pistes
| No  | Titre                                                   | Producteur(s)         | Durée |
| --- | ------------------------------------------------------- | --------------------- | ----- |
| 1.  | Intro - CDC 4                                           | DJ Skorp              | 2:16  |
| 2.  | Saha                                                    | DJ Skorp              | 3:42  |
| 3.  | Crick Crick (feat. Ixzo)                                | Jacques-Henri Mahicka | 3:35  |
| 4.  | Terrain (feat. H Magnum)                                | CashMoneyAP           | 4:23  |
| 5.  | Fais les deux (feat. Kozi)                              | Oster                 | 4:29  |
| 6.  | Lové                                                    | Bone Collector        | 3:16  |
| 7.  | Connait pas (feat. Sultan)                              | DJ Skorp              | 3:51  |
| 8.  | Tu sers à rien                                          | Rufus & Foja          | 5:20  |
| 9.  | Rien à perdre (feat. Canardo)                           | CashMoneyAP           | 3:52  |
| 10. | Belvé (feat. Canardo)                                   | DJ E-Rise             | 3:59  |
| 11. | C'est trop facile                                       | Bone Collector        | 4:18  |
| 12. | Pyramides                                               | Gun Roulett           | 3:56  |
| 13. | BTS - Banlieue Très Sale (feat. BR Blockrider & Furtif) | DJ Skorp              | 5:30  |
| 14. | NDM                                                     | Sonny Alves           | 3:50  |
| 15. | Nasser El-Khalaïfi                                      | Bone Collector        | 4:00  |
| 16. | Il y aura des blessés (feat. GSX)                       | Charisma              | 2:59  |
| 17. | Conseil D'ami (feat. GSX)                               | Medeline              | 3:56  |
| 18. | Va Bene (feat. Reda Taliani)                            | Canardo               | 4:41  |
| 19. | Cry (feat. Omarion)                                     | Skalpovich            | 3:27  |
| 20. | BDC - Balle dans l'crane                                | Gun Roulett           | 3:40  |
| 21. | Peace sur le FN (feat. Canardo, GSX & Sultan)           | GP Production         | 3:36  |

## Clips
- 8 septembre 2014 : Saha (réalisé par Glenn Smith)
- 3 octobre 2014 : Fais les deux (feat. Kozi) (réalisé par Glenn Smtih)
- 24 octobre 2014 : Intro CDC 4 (réalisé par Glenn Smith)
- 31 octobre 2014 : Va Bene (feat. Reda Taliani) (réalisé par Glenn Smith)
- 7 novembre 2014 : Crick Crick (feat. Ixzo) (réalisé par Glenn Smith)
- 14 novembre 2014 : Lové (réalisé par Beat Bounce)
- 28 novembre 2014 : NDM (réalisé par Glenn Smith)
- 5 décembre 2014:  Cry (feat. Omarion) (réalisé par Digital Wonderlabs)
- 12 décembre 2014: Il y aura des blessés  (feat. GSX) (réalisé par Glenn Smith)